# 河越貞重
河越 貞重（かわごえ さだしげ）は鎌倉時代末期の武蔵国入間郡河越館の武将。鎌倉幕府御家人。武蔵河越氏の当主。
河越宗重の嫡男とされるが、『常楽記』によると、宗重は文永8年生まれで貞重と一歳しか違わないため、両者は親子ではなく兄弟と考えられる。その場合、貞重の父は河越経重となる。

## 生涯
北条氏得宗家当主・鎌倉幕府第9代執権・北条貞時より偏諱を受けて貞重と名乗る。
史料上の初見は元亨3年（1323年）、北条貞時十三年忌供養で金沢流北条氏や得宗被官に混じって「砂金五十両〈二文匆〉、銀剣一」という進物をしている記録である。
元弘元年（1331年）5月、日野俊基らの元弘の乱が起こると、鎌倉幕府から在京すべき20名の有力御家人に選ばれて上洛する。9月、河内国下赤坂城で挙兵した楠木正成を討つための大和軍に加わる。
元弘3年（1333年）4月、丹波国篠村庄で後醍醐天皇側に寝返った足利高氏・赤松則村（円心）らの六波羅攻撃を防いでいたが、六波羅探題は陥落。北条時益・北条仲時と共に、光厳天皇を奉じて鎌倉へ退却するが、近江国で比叡山の僧兵の闇討ちにあった時益は戦死。残った仲時とそのまま東へ向うが、5月9日、番場宿において佐々木導誉が差し向けたとも言われる野伏に行く手を阻まれ、蓮華寺で自害した。享年62。